# Gerd Allert

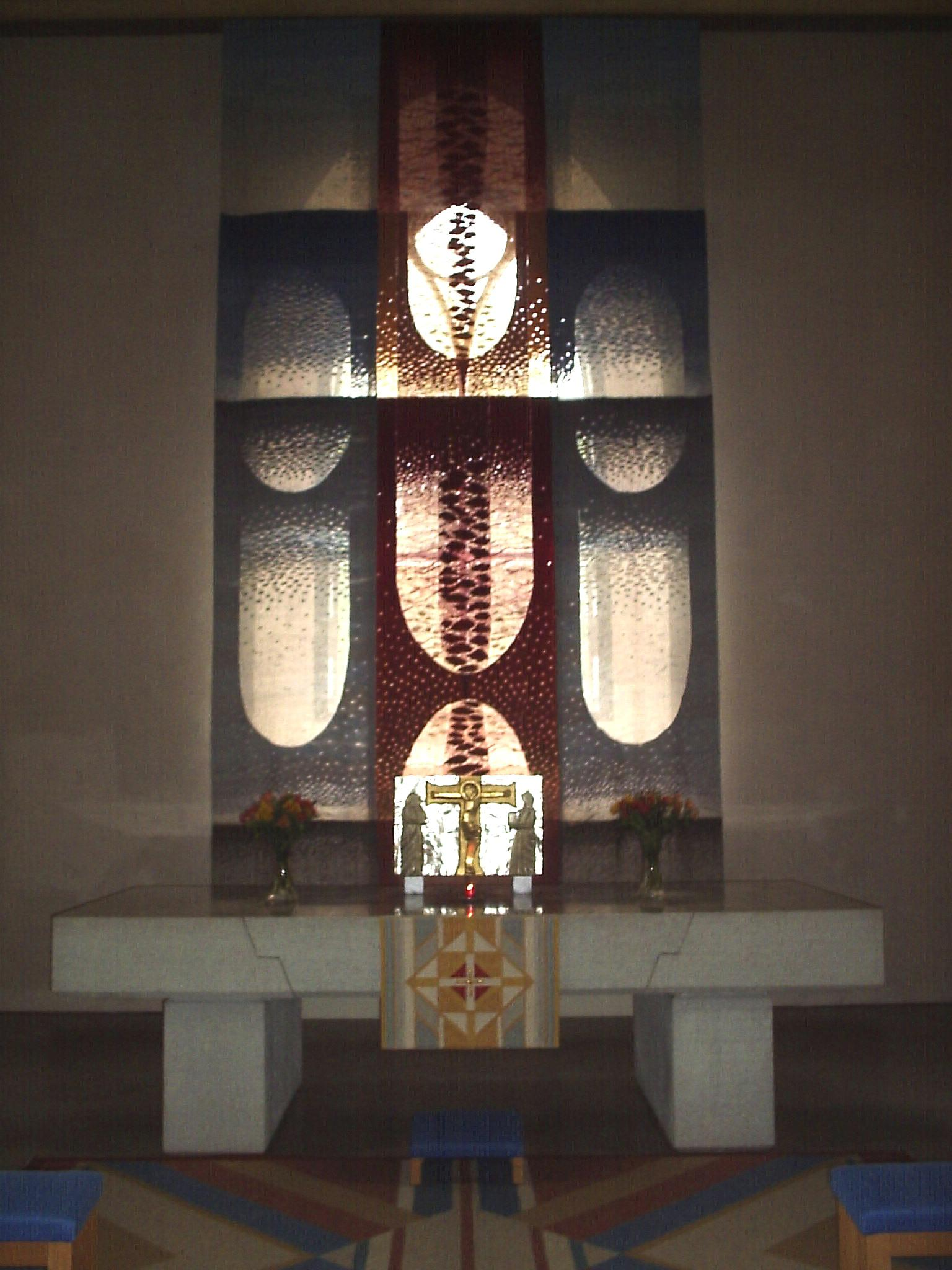
Altartavlan "Ett ljusets kors för Herrens hus" av Allert i Sankta Helena kyrka, Skövde.

Gerd Karin Elisabet Allert, född 22 november 1940 i Göteborg, död 21 september 2010 i Frösve, var en svensk textilkonstnär.
Allert utbildade sig vid Konstindustriskolan i Göteborg 1960–1964 och finns representerad bland annat på Konstmuseet i Skövde. Offentliga verk av henne finns bland annat i Kärnsjukhuset i Skövde, Borås stadshus, Lidköpings stadshus, Örebro sjukhus, Volvo i Skövde, Sankta Katarina kyrka i Nyköping, Katarina kyrka i Stockholm och Sankta Helena kyrka i Skövde.
Allert var gift med skulptören Henrik Allert. Hon är begravd på Sankta Elins kyrkogård i Skövde.